# Yves Struillou
 (août 2016).
Yves Struillou, né le 26 juillet 1960 à Paris, est un haut fonctionnaire français.
Ancien inspecteur du travail, rapporteur du contentieux au Conseil d'État, et jusqu'en mars 2014, conseiller en service extraordinaire à la chambre sociale de la Cour de cassation. Il est directeur général du Travail (DGT) du 19 mars 2014 au 11 septembre 2020, date à laquelle il démissionne.

## Biographie
Yves Struillou naît le 26 juillet 1960 à Paris. Il sort diplômé de l'Institut d'études politiques de Paris en 1981, il devient en 1984 inspecteur du travail, fonction qu'il exercera jusqu'en 1992 dans le département de l'Essonne, année ou il intègrera l'École nationale d'administration (ENA) via le concours interne. Il en sortira en 1994 dans la promotion Saint-Exupéry. À l'issue de l'ENA, il intègre le Conseil d'État, où il est rapporteur à la section du contentieux jusqu'en 1998.
En 1998, il est nommé conseiller technique au cabinet de la ministre du Travail, Martine Aubry. En 2000, il retourne au Conseil d'État, à la section du contentieux jusqu'en 2010. En février 2011, il devient Conseiller en service extraordinaire à la chambre sociale de la Cour de cassation.
Le 19 mars 2014, il est nommé directeur général du Travail (DGT) au ministère du Travail, alors occupé par Michel Sapin, en remplacement de Jean-Denis Combrexelle. Il continue d'occuper cette fonction sous François Rebsamen, Myriam El Khomri et Muriel Pénicaud.
Il démissionne de sa fonction le 11 septembre 2020, en pleine pandémie de covid-19, après s'être vu reprocher sa gestion de la procédure disciplinaire conduite à l'encontre de l'inspecteur du travail Anthony Smith par sa ministre de tutelle, Élisabeth Borne.

## Décorations
- Chevalier de la Légion d'honneur (2017)[5]
- Chevalier de l'ordre national du Mérite (2005)[6]
- Médaille de la sécurité intérieure, or (2017)[7]

## Publications
Yves Struillou est l'auteur de plusieurs ouvrages en droit du travail :
- Pénibilité et Retraite ; (Rapport remis au COR) (Yves Struillou ; avril 2003)[9]
- Droit du licenciement des salariés protégés (2e édition) (Michel Miné - Hubert Rose - Yves Struillou ; 2002 ; Economica)  (EAN 9782717842753)
- Droit du licenciement des salariés protégés (3e édition) (Hubert Rose et Yves Struillou ; 2006 ; Economica)  (EAN 9782717850864)
- Droit du licenciement des salariés protégés (4e édition) (Hubert Rose et Yves Struillou ; 2010 ; Economica)  (EAN 9782717857603)
- Pouvoirs du chef d'entreprise et libertés du salarié (Yves Struillou et Philippe Waquet ; 2014 ; Liaisons)
- Le guide des élections professionnelles (édition 2010/2011) (Marie-Laure Morin - Laurence Pecaut-Rivolier - Yves Struillou ; 2009 ; Dalloz)  (EAN 9782247084982)
- Le guide des élections professionnelles (édition 2016/2017) (Marie-Laure Morin - Laurence Pecaut-Rivolier - Yves Struillou ; 2015 ; Dalloz)  (EAN 9782247138524)